# 2011 en Côte d'Ivoire
2009 en Côte d'Ivoire - 2010 en Côte d'Ivoire - 2011 en Côte d'Ivoire - 2012 en Côte d'Ivoire - 2013 en Côte d'Ivoire
 2009 par pays en Afrique - 2010 par pays en Afrique - 2011 par pays en Afrique - 2012 par pays en Afrique - 2013 par pays en Afrique -

## Chronologie

### Janvier 2011

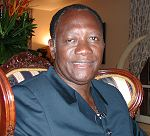
Alassane Ouattara
(2002)

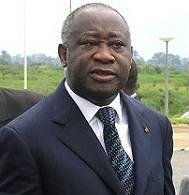
Laurent Gbagbo
(octobre 2007)

- Lundi 3 janvier 2011 : Les émissaires africains chargés de trouver une issue à la crise en Côte d'Ivoire ont rencontré à Abidjan, Laurent Gbagbo, avant un entretien avec Alassane Ouattara, le président reconnu par la communauté internationale. La délégation était constituée par le premier ministre kényan, Raila Odinga, envoyé par l'Union africaine (UA), et les présidents Boni Yayi (Bénin), Ernest Koroma (Sierra Leone) et Pedro Pires (Cap-Vert), mandatés par la Communauté économique des États d'Afrique de l'Ouest (Cédéao). Les États-Unis se disent prêts à « envisager » l'accueil de Laurent Gbagbo, à sa demande, pour aider à mettre fin à la crise ivoirienne. Des membres de sa famille sont déjà installés à Atlanta[1].

- Mardi 4 janvier 2011 : La ministre française des Affaires étrangères, Michèle Alliot-Marie juge « pitoyable » la mission de conseil juridique menée à Abidjan auprès de Laurent Gbagbo par les avocats français Jacques Vergès et Roland Dumas : « J'ai trouvé que les déclarations sont finalement bien tristes de la part d'un ancien ministre des Affaires étrangères, qui devrait être plus soucieux des principes et du respect de la démocratie »[2].

- Mercredi 5 janvier 2011 : Un couple de Français figurant sur la liste de 59 proches de Laurent Gbagbo visés par des sanctions de l'Union européenne, sont soupçonnés d'avoir transporté des armes avec leur compagnie aérienne Sophia Airlines et donc de violation de l'embargo sur les armes[3].

- Jeudi 6 janvier 2011 : Le président reconnu Alassane Ouattara, a proposé une action commando « non violente » de la Communauté économique des États d'Afrique de l'Ouest pour chasser son rival Laurent Gbagbo du pouvoir et « l'emmener ailleurs » : « S'il s'entête, il appartient à la Cédéao de prendre des mesures nécessaires et ces mesures peuvent inclure la force légitime [...] La force légitime ne veut pas dire une force contre les Ivoiriens. C'est une force pour enlever Laurent Gbagbo et cela a été fait ailleurs, en Afrique comme en Amérique latine [...] Il y a des opérations spéciales non violentes qui permettent tout simplement de prendre la personne indésirable et de l'emmener ailleurs [...] Laurent Gbagbo partira avant la fin du mois de janvier [...] J'ai toute une série de mesures en cours qui vont faire qu'il va tomber comme un fruit, pas mûr, mais comme un fruit pourri [...] Mes partisans sont impatients et pensent que nous devrions aller plus vite pour prendre le pouvoir  [...] Mais nous allons y arriver. Je suis confiant que dans les jours à venir, nous allons avoir la totalité du pouvoir  [...] Je peux vous dire que ce sera au mois de  janvier  [...] Il est temps qu'on en finisse avec cette situation. Laurent Gbagbo doit quitter le pouvoir  [...] De nombreux Ivoiriens sont assassinés par des mercenaires et des miliciens de Laurent Gbagbo  [...] Nous avons des preuves. L'ONU et l'organisation des droits de l'homme ont relevé des massacres, des assassinats  [...] J'ai déjà écrit au secrétaire général des Nations unies pour demander que la Cour pénale internationale envoie en Côte d'Ivoire une mission d'investigation et me dit que cela se fera dans les prochains jours »[4],[5].

- Vendredi 7 janvier 2011 : 22 anciens dirigeants de la filière cacao de la Côte d'Ivoire, premier producteur mondial, accusés de malversations massives et incarcérés depuis mi-2008, ont obtenu vendredi la liberté provisoire. Depuis plus de 2 ans, dix demandes de mise en liberté provisoire avaient été rejetées. Le sensible « procès du cacao » avait été reporté à plusieurs reprises fin 2010, sur fond de campagne présidentielle, d'élection puis de crise post-électorale. Certains avocats de la défense avaient jugé que le pouvoir craignait un grand « déballage » avant la présidentielle d'octobre-novembre[6].

- Lundi 10 janvier 2011 : Selon l'ambassadeur ivoirien aux Nations unies, Youssoufou Bamba, le président reconnu, Alassane Ouattara, a proposé de former un « large gouvernement d'union [...] dans le cadre d'un cabinet élargi » avec les partisans de Laurent Gbagbo  mais à condition que le président sortant accepte sa défaite et se retire[7].

- Mardi 11 janvier 2011 :
  - Des heurts entre des partisans d'Alassane Ouattara et ceux de Laurent Gbagbo, ont fait au moins cinq morts à Abidjan, dont trois policiers dans le quartier d'Abobo. Le camp de Laurent Gbagbo  a rejeté l'idée d'un gouvernement d'union avec son rival Alassane Ouattara comme président ivoirien.
  - Quelque 600 Ivoiriens fuient chaque jour vers le Liberia par craintes des violences post-électorales, qualifiées d'« atrocités » par le Conseil des droits de l'homme de l'ONU et qui, selon des experts de l'ONU, pourraient constituer des "crimes contre l'humanité".. Le Haut commissariat de l'ONU pour les réfugiés a enregistré un total de 25 000 réfugiés. Pour faire face à cet afflux, le HCR travaille à la mise en place d'un camp d'accueil dans l'est du Liberia, à Bahn (Comté de Nimbaun) ayant une capacité d'accueil de 18 000 personnes. La majorité d'entre ces réfugiés sont des femmes et des enfants[8].

- Mercredi 12 janvier 2011 : 

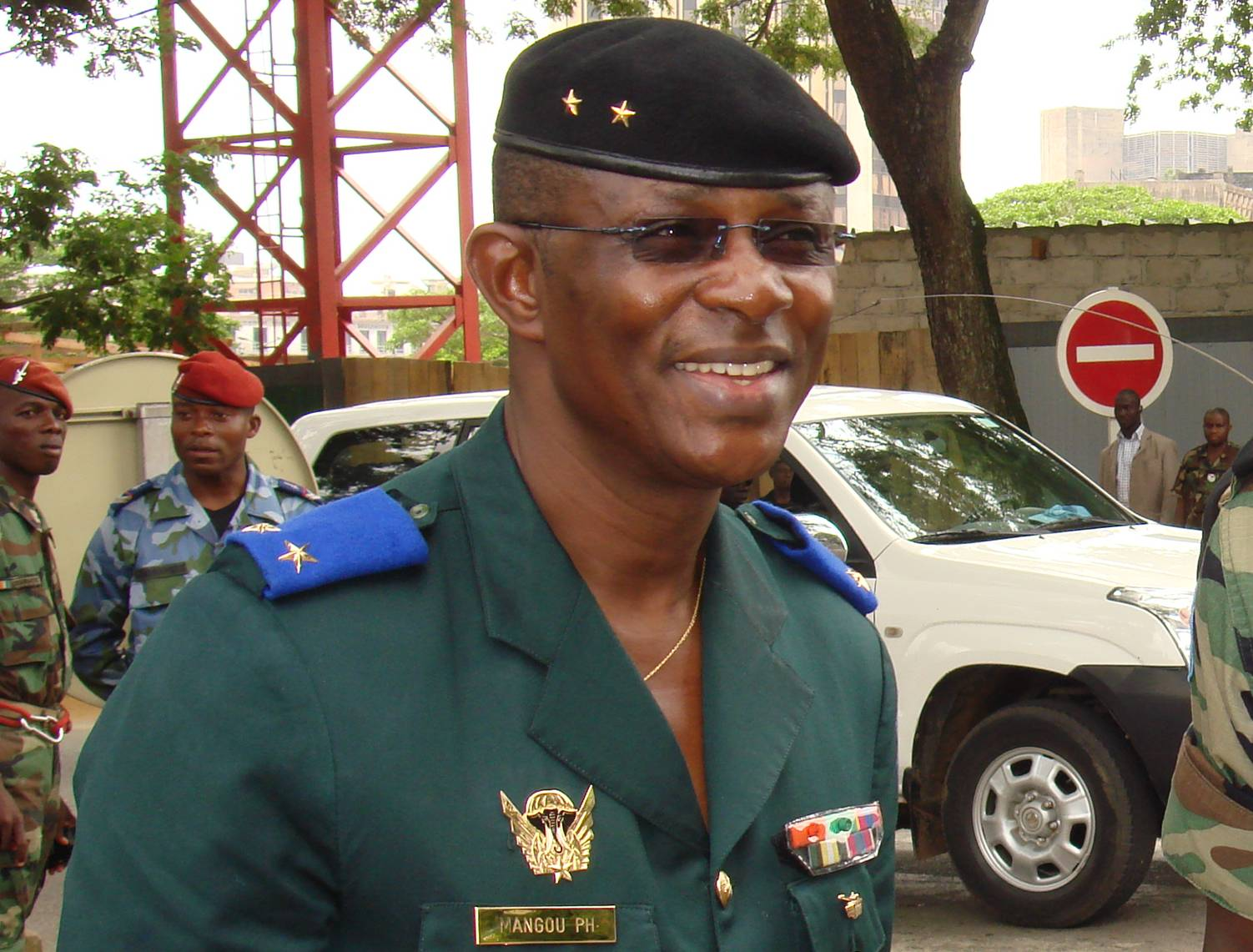
Philippe Mangou
(septembre 2008)

  - Dans la nuit de mardi à mercredi, trois casques bleus ont été « légèrement blessés » dans la nuit lors d'une « embuscade » des forces loyales à Laurent Gbagbo, dans le quartier d'Abobo ; « les forces onusiennes ont été obligées de riposter aux tirs »[9].
  - Nouveaux heurts à Abidjan entre partisans des deux rivaux. Au moins 6 policiers et un civil ont été tués à Abobo. Des armes lourdes ont été utilisées. Ces décès portent à huit le nombre de membres des forces de l'ordre tués ces deux dernières nuits à Abobo. Depuis le 28 novembre, les violences ont fait plus de 200 morts, selon les Nations unies[10].
  - Selon Laurent Gbagbo, « la Côte d'Ivoire n'est pas au bord d'un bain de sang, n'est pas au bord d'une guerre civile, n'est pas au bord d'un génocide » et il conteste toujours la victoire de son rival, Alassane Ouattara, reconnu par la communauté internationale[11].
  - Selon le général Philippe Mangou, chef d'état-major des FDS, les partisans d'Alassane Ouattara sont à l'origine des violences à Abidjan : « Il ne se passe pas de jour sans que les FDS soient les cibles principales d'attaques armées par des individus embusqués qui répondent aux incessants appels à la désobéissance civique, à l'insurrection armée et aux assassinats de toute nature lancés par des politiciens retranchés à l'Hôtel du Golf »[11]

- Jeudi 13 janvier 2011 : 
  - Les forces loyales à Laurent Gbagbo ont attaqué et trois véhicules de l'ONU ont été incendiés dans le quartier de Cocody-Riviera II sans faire état de victimes. D'autre part une ambulance de l'ONU, qui circulait sur le pont Félix-Houphouët-Boigny, a été attaquée à coups de pierres[12].
  - 247 personnes sont mortes depuis la mi-décembre dans des violences en Côte d'Ivoire, dont 34 ont été tuées dans un conflit inter-communautaire dans l'Ouest[13].

- Vendredi 14 janvier 2011 :
  - Le président reconnu, Alassane Ouattara, appelle au recours à la force pour faire partir son rival Laurent Gbabgo, lors d'une visioconférence avec le Centre pour les études stratégiques et internationales (CSIS), un centre de réflexion de Washington. Il l'accuse d'être en train d'importer des munitions ainsi qu'environ 3 000 mercenaires[14].
  - Devant les réticences de la Russie et de la Chine, le Conseil de sécurité a été contraint, de reporter de quatre jours le vote d'une résolution approuvant le déploiement de 2 000 casques bleus supplémentaires et de trois hélicoptères d'attaque, pourtant réclamés par le Secrétaire général de l'Organisation. Le texte, parrainé par la France et les États-Unis, aurait été jugé « trop politique » par les Russes et les Chinois. la résolution faisait référence à la détérioration de la situation sécuritaire pour justifier le besoin de renforts, qui pourraient venir du Liberia, du Pakistan, du Bangladesh et de Mongolie. Le dernier bilan fait état de 247 morts et 49 disparus depuis l'élection du 28 novembre[15].

- Samedi 15 janvier 2011 :
  - Le couvre-feu nocturne instauré, dans les communes d'Abobo et Anyama, deux quartiers d'Abidjan, à la suite de violences meurtrières est prolongé d'une semaine par Laurent Gbagbo. Au moins 11 personnes ont été tuées, dont huit membres des forces de l'ordre[16].
  - Le gouvernement de Laurent Gbagbo réclame à nouveau le départ des 9 500 éléments de l'ONUCI, « en raison de sa partialité notoire dans la gestion de la crise postélectorale et de la non-application des mesures relatives au désarmement des rebelles », alors que les Nations unies souhaitent au contraire les renforcer de 1 000 à 2 000 Casques bleus supplémentaires[17].

- Lundi 17 janvier 2011 :
  - La coalition de partis politiques soutenant Alassane Ouattara —  le Rassemblement des Houphouétistes pour la démocratie et la paix (RHDP) — a appelé à une opération « pays mort » à compter de demain, « jusqu'à ce que » Laurent Gbagbo « reconnaisse sa défaite et quitte le pouvoir ». Le RHDP avait déjà appelé à une grève générale dans le pays entre le 27 et le 30 décembre, qui avait eu un succès mitigé.
  - Des Casques bleus de la force de l'ONUCI ont « tiré en l'air » à Abidjan, près de l'hôtel Pullman, pour se dégager d'un « mouvement de foule » de « jeunes » qui avaient encerclé des véhicules de l'Onu, certains tentant de s'y accrocher. La police a aussi tiré en l'air pour disperser la foule.

- Mardi 18 janvier 2011 :
  - Les chefs d’état-major des pays de la Cédéao sont réunis à Bamako pour un tour d'horizon de la situation régionale avec un volet entièrement consacré à la Côte d'Ivoire afin d'étudier une éventuelle action militaire pour chasser Laurent Gbagbo du pouvoir.
  - Les agences humanitaires lancent un appel de fonds de 32,7 millions de dollars destinés à éviter une crise humanitaire majeure en Côte d'Ivoire en assurant pendant six mois l'aide humanitaire en Côte d'Ivoire et dans les pays voisins, la Guinée, le Mali, le Burkina Faso et le Ghana. Plus de 28 000 Ivoiriens se sont réfugiés dans les pays voisins, et 18 000 autres personnes ont fui leurs maisons et trouvé refuge dans des localités plus sûres de l'Ouest du pays.

- Mercredi 19 janvier 2011 :
  - Le Conseil de sécurité de l'ONU a voté, à l'unanimité de ses quinze membres, l'envoi de 2 000 hommes supplémentaires en Côte d'Ivoire et demandé au président sortant Laurent Gbagbo de lever le blocus du QG de son rival Alassane Ouattara, reconnu par la communauté internationale.
  - Le gouvernement de Laurent Gbagbo récuse le médiateur de l'Union africaine dans la crise ivoirienne, le président kényan Raila Odinga, considéré comme ayant « failli à sa mission ».
  - Le président reconnu Alassane Ouattara affirme qu'une « intervention militaire est déjà prévue, organisée » pour chasser du pouvoir le chef de l'État sortant Laurent Gbagbo; « c'est pour cela que les chefs d'état-major des pays de la Cédéao se sont réunis mardi à Bamako [...] Des arrangements sont en cours pour qu'ils aillent faire des reconnaissances à Bouaké, qui sera peut-être le centre de regroupement des soldats [...] Il s'agit de venir chercher Laurent Gbagbo, comme cela a été fait pour d'autres chefs d'État en Afrique ou ailleurs. S'il y a des fidèles qui s'accrochent, ils en feront les frais. Cette solution est meilleure que d'avoir des milliers de morts ».

- Jeudi 20 janvier 2011 :
  - Le général nigérian Olusegun Petinrin déclare, à l'issue d'une réunion des chefs des armées de la Cédéao à Bamako, que les militaires ouest-africains sont « prêts sur le plan militaire » à intervenir en Côte d'Ivoire pour chasser Laurent Gbagbo du pouvoir et n'attendent plus que le feu vert politique, « il appartient aux chefs d’État de nous donner les instructions ».
  - Selon l'ONUCI, près de 29 000 Ivoiriens se sont réfugiés au Liberia voisin pour fuir les violences postélectorales en Côte d'Ivoire qui ont fait 260 morts depuis la mi-décembre, tués essentiellement « par des Forces de défense et de sécurité ou des membres de certaines milices ». Quelque 68 autres personnes sont considérées comme disparues.

- Samedi 22 janvier 2011 :
  - Le gouverneur ivoirien de la Banque centrale des États de l'Afrique de l'ouest (BCEAO), Philippe-Henry Dacoury-Tabley, proche du président sortant Laurent Gbagbo, a démissionné à l'issue du sommet de l'Union économique et monétaire ouest-africaine (Uémoa) à Bamako. Selon le rapport, il n'a pas appliqué la décision des ministres des Finances de l'Uémoa, prise le 23 décembre à Bissau, de donner au président Alassane Ouattara, reconnu par la communauté internationale, tous les pouvoirs de gérer au nom de son pays les affaires liées à cette institution et à la BCEAO. Une telle décision signifie en particulier qu'Alassane Ouattara et ceux qu'il a désignés sont les seuls habilités, au nom de leur pays, à avoir accès aux comptes ivoiriens de la BCEAO ; or depuis le 23 décembre, la BCEAO a autorisé le décaissement de quelque 60 milliards de francs CFA (91,5 millions d'euros) en faveur du régime Gbagbo[18].
  - Le président sortant Laurent Gbagbo déclare mettre fin à l'accréditation de l'ambassadeur de France en Côte d'Ivoire alors que la France a « accrédité Ali Coulibaly comme ambassadeur de Côte d'Ivoire en France » nommé par Alassane Ouattara. Cependant, le ministère français des Affaires étrangères estime que : « La déclaration de Laurent Gbagbo à l'endroit de l'ambassadeur de France, Jean-Marc Simon, est considérée par la République française comme nulle, non avenue et dépourvue de tout effet juridique [...] Comme le reste de la communauté internationale, la France reconnaît sans réserve M. Ouattara comme président de la République de Côte d'Ivoire [... et] reconnaît la légitimité des déclarations faites par son gouvernement ou au nom de son gouvernement [...] À l'inverse, les positions et déclarations prétendument faites au nom de la Côte d'Ivoire par ceux qui ne tirent pas les conséquences des résultats des élections présidentielles sont jugées illégales et illégitimes par la France ».

- Lundi 24 janvier 2011 :

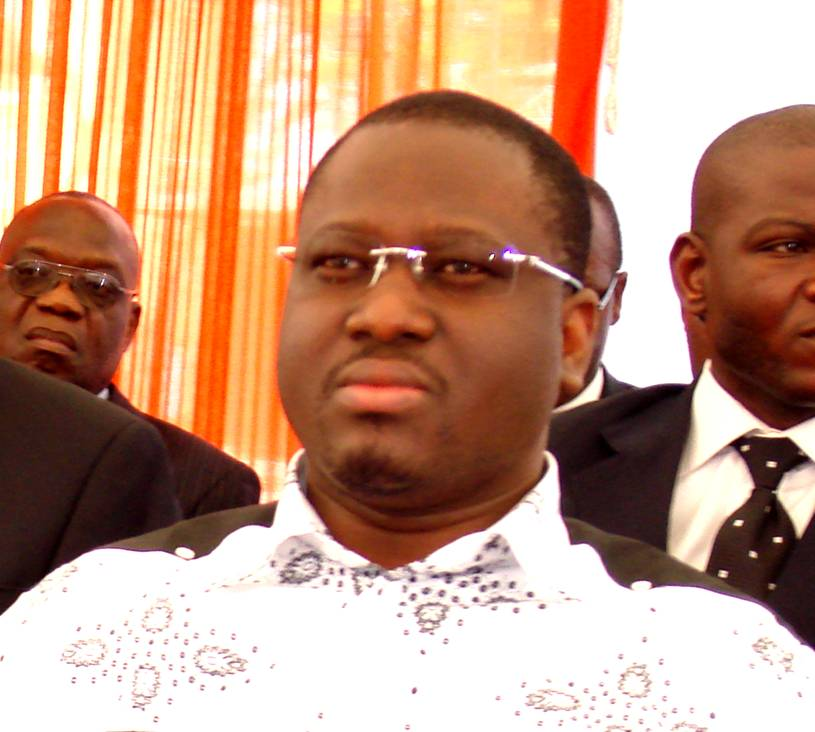
Guillaume Soro
(octobre 2008)

  - Le premier ministre Guillaume Soro « informe les opérateurs économiques de l'arrêt immédiat de toute exportation de café et de cacao", à compter de ce lundi jusqu'au 23 février [...] Le gouvernement rappelle que les contrevenants à cette mesure seront considérés comme finançant les activités de l'administration illégitime de Monsieur Laurent Gbagbo et s'exposent à des sanctions internationales, sans préjudice des poursuites pénales des juridictions nationales [...]  Sont exclues uniquement de cette mesure les quantités dont les droits ont déjà été perçus avant le 24 janvier 2010 [...] la commercialisation intérieure du café et du cacao est autorisée ».
  - Le ministre nigérian des Affaires étrangères, Odein Ajumogobia, demande au Conseil de sécurité de l'ONU « une résolution spécifique du Conseil de sécurité des Nations unies pour valider l'usage de la force » pour chasser Laurent Gbagbo du pouvoir, mais « en dernier recours ». Le Nigeria préside actuellement la Communauté économique des États de l'Afrique de l'Ouest. Selon lui, la grave crise actuelle pourrait déboucher « sur une véritable guerre civile [...] précipitée par le seul Laurent Gbagbo ».

- Mardi 25 janvier 2011 :
  - Le président de l'Union africaine, le Malawite Bingu wa Mutharika, arrive à Abidjan, à quelques jours du sommet de l'organisation panafricaine prévu du 29 au 31 janvier à Addis-Abeba, pour rencontrer le président sortant Laurent Gbagbo et le président reconnu Alassane Ouattara, qui se disputent le pouvoir depuis la présidentielle du 28 novembre en Côte d'Ivoire.
  - La banque centrale ouest-africaine, dont le siège est à Dakar, décide de fermer « jusqu'à nouvel ordre » ses agences en Côte d'Ivoire, en réaction à la décision de les réquisitionner prise par le gouvernement de Laurent Gbagbo. L'Union économique et monétaire ouest-africaine, dont la BCEAO est la banque émettrice, a accordé à Alassane Ouattara la gestion des comptes ivoiriens de la BCEAO, et retiré la signature du chef d’État sortant.

- Jeudi 27 janvier 2011 :
  - Le gouvernement de Laurent Gbagbo a « décidé de la réquisition » du centre de gestion centralisé de la Compagnie ivoirienne d'électricité, situé à Abidjan. Ce centre « représente la tour de contrôle indispensable au bon fonctionnement du système et à l’alimentation continue de toute la clientèle ». La CIE est une société privée chargée de produire, distribuer et commercialiser l'électricité ivoirienne, alors que l’État ivoirien, propriétaire des infrastructures, est chargé de leur entretien et de leur développement. Des coupures ont été enregistrées dans plusieurs villes du nord, contrôlé par les forces alliées à Alassane Ouattara, notamment à Bouaké[19].
  - Le procès de 25 anciens dirigeants de la filière cacao de Côte d'Ivoire, premier producteur mondial, soupçonnés de malversations massives, s'est ouvert à Abidjan. Ils sont poursuivis pour « détournement de fonds, abus de confiance, abus de biens sociaux, escroquerie » ou encore « faux et usage de faux en écriture privée de banque » et risquent jusqu'à 20 ans de prison. Le cacao, qui représente avec le café environ 20 % du PIB ivoirien et 40 % des recettes d'exportation, est l'un des enjeux du bras de fer entre Laurent Gbagbo et Alassane Ouattara[20].
  - Selon l'ONUCI, 271 personnes sont mortes depuis la mi-décembre 2010 dans des violences en Côte d'Ivoire.
  - Le choléra a tué sept personnes à Abidjan et 35 cas ont été confirmés. L'épidémie s'est déclarée dans le quartier populaire d'Adjamé (nord d'Abidjan), selon un communiqué du Fonds. Quelque 250 000 barres de savon, des kits de traitement du choléra et 3 000 affiches de sensibilisation sur les mesures d'hygiène ont été fournis par l'Unicef et ses partenaires.

- Vendredi 28 janvier 2011 : Selon le HCR, près de 31 000 Ivoiriens se sont réfugiés au Liberia voisin pour fuir les violences post-électorales en Côte d'Ivoire qui ont fait 271 morts depuis mi-décembre. La majorité de ces personnes sont toujours des femmes et des enfants, et sont hébergés dans 26 villages du Comté de Nimba (est). Un avion doit leur apporter dimanche 83 tonnes de matériels divers.

- Dimanche 30 janvier 2011 : Le président reconnu Alassane Ouattara demande aux contribuables de « suspendre le paiement des taxes et impôts », en application de la décision de la BCEAO de fermer ses agences ivoiriennes. Il ordonna aussi l'arrêt total des exportations de cacao afin de priver le régime Gbagbo d'importantes ressources financières.

### Février 2011
- Vendredi 4 février 2011 :
  - Selon le chef de l'ONUCI, le président sortant Laurent Gbagbo a des difficultés croissantes pour payer les fonctionnaires, soit 55 000 soldats et 104 000 fonctionnaires, depuis l'arrêt des financements africains. Sept ministres des Finances de l'Union économique et monétaire ouest-africaine ont demandé le 23 décembre dernier à la Banque centrale des États de l'Afrique de l'Ouest d'autoriser uniquement les représentants du président ivoirien « légitimement élu », Alassane Ouattara, à gérer les comptes du pays. Pour ce faire, ses besoins oscillent entre 100 et 150 millions de dollars par mois, de ce fait, en janvier, les salaires des enseignants et les pensions des retraités ont été retenus. Les seules ressources de Laurent Gbagbo proviennent des exportations de cacao et des profits tirés de l'exploitation du port d'Abidjan. La question des ressources financières « est cruciale car elle va décider de l'orientation des événements à venir »[21].
  - Un couac diplomatique a été évité de justesse entre la France et la Côte d'Ivoire[22].

- Lundi 7 février 2011 : 
  - Six personnes ont été tuées dans des affrontements dans le quartier d'Abobo entre les forces de sécurité loyales au président sortant Laurent Gbagbo et des habitants favorables à Alassane Ouattara[23].
  - Selon le Comité pour la protection des journalistes, deux journalistes ivoiriens, Aboubacar Sanogo et Yayoro Charles Lopez Kangbe, accusés d'être des « rebelles » par les médias soutenant le président sortant Laurent Gbagbo, sont emprisonnés depuis 10 jours sans avoir été inculpés et seraient victimes de tortures en prison, or la constitution ivoirienne interdit la détention sans charges pendant plus de 48 heures[24].

- Mardi 8 février 2011 :
  - Un incendie a ravagé en partie la « Cité financière », une tour abritant d'importants services des Finances (budget, fisc, Trésor), dans le quartier administratif du Plateau, occasionnant de très gros dégagements de fumée. Les fonctionnaires ont pu tous quitter le bâtiment en feu; l'incendie n'a fait ni blessé ni tué mais les dégâts matériels sont « énormes ». Cet incendie dans ce lieu symbolique est survenu en pleine bataille politique et médiatique pour le contrôle des finances publiques entre les deux présidents rivaux.
  - Le président de la Commission de la Cédéao, James Victor Gbeho, a critiqué sévèrement les tentatives de compromis avec le président sortant Laurent Gbagbo. Il a également exprimé sa déception sur la gestion de la crise ivoirienne par l'Union africaine et a critiqué l'Afrique du Sud, l'accusant d'avoir envoyé un navire de guerre au large de la Côte d'Ivoire[25].

- Samedi 19 février 2011 : Au moins trois jeunes ont été tués par balles et plusieurs autres ont été blessés à Abidjan dans le quartier d'Abobo lors de la dispersion d'une manifestation de soutien à Alassane Ouattara par des éléments des Forces de défense et de sécurité.

- Dimanche 20 février 2011 :
  - Le premier ministre, Guillaume Soro, se montre sans illusion sur la médiation des chefs d'État africains, déclarant : « Laurent Gbagbo n'acceptera jamais d'entendre qu'il a perdu les élections et qu'il doit céder le pouvoir. Il a déjà posté des chars devant les banques d'Abidjan qui ferme les unes après les autres. Nous savons qu'il importe des armes en violation de l'embargo de 2004 [...] Nous sommes prêts, armés et déterminés à nous défendre en ce qui nous concerne. Car la solution n'est pas dans le partage du pouvoir après une forfaiture comme celle du Conseil constitutionnel mais bien dans l'instauration de règles démocratiques acceptées par tous [...] Des assassinats continuent d'être perpétrés et les tueries ont déjà fait au moins 500 morts, mais partout, dans les banlieues et les quartiers d'Abidjan, la résistance s'organise. La révolution ivoirienne est en marche et nous allons aider ce soulèvement populaire ».
  - Deux membres de FDS ont été tués dans des heurts.

- Lundi 21 février 2011 :
  - Des heurts entre forces des deux camps ont fait au moins un mort et une dizaine de blessés à Abidjan dans le quartier de Treichville.
  - Quatre présidents africains — Idriss Deby Itno (Tchad), Jakaya Kikwete (Tanzanie), Jacob Zuma (Afrique du Sud) et Mohamed Ould Abdel Aziz (Mauritanie) — tentent de dénouer sur place la crise post-électorale en Côte d'Ivoire. Le panel doit soumettre à Laurent Gbagbo et Alassane Ouattara, reconnu président par une grande partie de la communauté internationale, dont l'UA, des propositions pour aboutir d'ici au 28 février à des solutions « contraignantes » pour les parties[26].

- Mardi 22 février 2011 :
  - L'ONG Amnesty International, sur la base d'une enquête de quatre semaines, accuse les deux factions se disputant le pouvoir de commettre des « atrocités », « des atteintes aux droits humains, notamment des violences sexuelles et des homicides illégaux », faisant régner la « terreur ».
  - Abidjan : 10 membres des forces de l'ordre fidèles à Laurent Gbagbo ont été tués lors de combats avec des partisans d'Alassane Ouattara qui ont eu 7 tués.

- Mercredi 23 février 2011 :
  - Abidjan : Des affrontements à l'arme lourde ont eu lieu dans le quartier d'Abobo, théâtre de combats depuis plusieurs jours, les Forces de sécurité de Laurent Gbagbo menant une opération d'envergure.
  - Selon l'ONU, plus de 300 personnes ont été tuées depuis mi-décembre.

- Jeudi 24 février 2011 :
  - Le président sortant Laurent Gbagbo dénonce « l'attitude complice des forces onusiennes » dans « l'infiltration » de « rebelle" » dans plusieurs quartiers d'Abidjan et appelle ses partisans à entraver les mouvements des casques bleus à Abidjan.
  - Des combats ont débuté dans la province occidentale des Dix-huit montagnes au nord de la ville de Danané entre les partisans du président sortant Laurent Gbagbo et les rebelles du nord, .

- Vendredi 25 février 2011 :
  - Des échanges de tirs ont eu lieu dans la nuit à Yamoussoukro entre forces des deux factions. Capitale politique fondée par Félix Houphouët-Boigny, premier président de 1960 à 1993, la ville abrite le centre des opérations des FDS.
  - Des incidents ont éclaté ce matin à Abidjan dans le quartier de Yopougon (ouest), un bastion du président sortant Laurent Gbagbo, entre partisans des deux factions. Un bus et plusieurs mini-cars ont été incendiés. Charles Blé Goudé, ministre et chef des « patriotes » partisans de Laurent Gbagbo, a appelé les jeunes à « s'organiser en comités pour empêcher par tous les moyens », la force de l'ONU dans le pays de circuler : « Aujourd'hui ce ne sont pas les rebelles qui nous font la guerre, c'est l'Onuci qui nous la fait ».
  - Les ex-rebelles ivoiriens des Forces nouvelles soutenant le président Alassane Ouattara ont pris les localités de Zouan-Hounien et de  Bin Houyé (ouest) et sont arrivés à l'entrée de la grande ville de Toulépleu, dans la zone où des combats ont eu lieu la veille.

- Samedi 26 février 2011, Abidjan : Tirs à l'arme lourde dans le quartier d'Abobo. Trois Casques bleus de l'ONUCI ont été blessés dans une embuscade faite par « des forces agissant pour le compte de Laurent Gbagbo ».

- Dimanche 27 février 2011, Abidjan : Le signal hertzien de la TV publique était coupé ce jour à la suite de violents combats dans la nuit entre les deux factions autour du centre émetteur dans le quartier d'Abobo.

- Lundi 28 février 2011 : Des informations indiquent une livraison en cours à Yamoussoukro de trois hélicoptères d'attaque et de matériel d'appui en provenance du Bélarus destinés aux forces du président sortant Laurent Gbagbo.

### Mars 2011
- Jeudi 3 mars 2011, Abidjan : Six femmes ont été tuées par balle par les forces de Laurent Gbagbo qui ont dispersé un rassemblement dans le quartier d'Abobo, fief d'Alassane Ouattara[27].

- Vendredi 4 mars 2011 :  Les cinq chefs d’État africains membres du panel de l'Union africaine (UA) sur la crise en Côte d'Ivoire — Jakaya Kikwete (Tanzanie), Mohamed Ould Abdel Aziz (Mauritanie), Jacob Zuma (Afrique du Sud), Idriss Deby Itno (Tchad) et Blaise Compaoré (Burkina Faso) — sont arrivés à Abidjan. Il y étaient venus une première fois le 20 février, à l'exception de Blaise Compaoré pour étudier des propositions de sortie de crise[28].

- Dimanche 6 mars 2011 :
  - Abidjan : Les maisons d'une vingtaine de ministres, élus et alliés politiques du président reconnu Alassane Ouattara ont été pillées et saccagées par des bandes de plusieurs dizaines de jeunes activement aidées et soutenues par des policiers en uniforme partisans du président sortant Laurent Gbagbo[29].
  - Les Forces nouvelles, alliées d'Alassane Ouattara, progressent vers l'ouest et ont pris la ville de Toulepleu après de violents combats contre les forces fidèles à Laurent Gbagbo. Ces combats amplifient l'exode d'habitants de la région vers le Liberia, alors que plusieurs dizaines de milliers d'Ivoiriens s'y sont déjà réfugiés[30].

- Lundi 7 mars 2011 :
  - Abidjan : Dans la nuit, 3 personnes ont été tuées et 30 autres blessées lors d'une attaque de partisans d'Alassane Ouattara dans le village d'Anokoua Kouté (commune d'Abobo), un fief de Laurent Gbagbo. Plusieurs habitations ont été incendiées. Les Forces de défense et de sécurité fidèles à Gbagbo ne sont pas intervenues pour secourir la population[31].
  - Huit quotidiens ivoiriens proches d'Alassane Ouattara ont fait leur retour dans les kiosques après avoir cessé leur parution depuis le 1er mars au nom de « menaces » du camp Gbagbo.
  - Le président sortant Laurent Gbagbo décrète la prise de contrôle de l'achat et de l'exportation de cacao, dont le pays est premier producteur mondial, alors que ces activités étaient jusque-là dominées par des multinationales. Il tente ainsi de contrer la paralysie de la filière cacao, entraînée en particulier par les sanctions économiques de l'Union européenne, notamment l'embargo de fait sur les deux ports ivoiriens. Fin janvier, Alassane Ouattara avait ordonné l'arrêt total des exportations de cacao, un appel respecté par les grands négociants et chocolatiers, privant du coup le régime Gbagbo d'importantes ressources. Le café et le cacao représentent 40 % des recettes d'exportations de la Côte d'Ivoire et environ 20 % de son PIB. Les stocks se montent à quelque 400 000 tonnes[32].
  - Le pays est en train de s'arrêter économiquement[33].

- Mardi 8 mars 2011 : Manifestation de femmes pro-Ouattara portant le deuil des 6 femmes tuées le 3 mars par les forces pro-Gabgbo[34].

- Mercredi 9 mars 2011 : 
  - Alors que le président reconnu Alassane Ouattara est en route pour Addis-Abeba pour assister à une réunion de l'Union africaine, le président sortant Laurent Gbagbo décrète une interdiction de survol et d'atterrissage sur toute l'étendue du territoire de la République de Côte d'Ivoire pour les avions de l'ONUCI et de la force française Licorne[35].
  - Les avocats d'Alassane Ouattara ont adressé un mémorandum à la Cour pénale internationale accusant Laurent Gbagbo et ses services de sécurité de « crimes contre l'humanité » : « Le procureur peut se saisir. Tout retard pris a des conséquences. Nous sommes dans une situation de non-assistance à peuple en péril »[36].

- Jeudi 10 mars 2011 :
  - L'Union africaine se réunit à Addis-Abeba pour trouver une issue à la crise ivoirienne.
  - La Fédération internationale des ligues des droits de l'Homme souligne la responsabilité du président sortant dans « la politique de tension, de haine et d'affrontements, décidée et engagée par Laurent Gbagbo pour peser sur les médiations diplomatiques » et dans les « graves violations des droits de l'Homme qualifiables de crimes contre l'Humanité » commis en Côte d'Ivoire, où selon elle près de 400 personnes ont été tuées depuis fin novembre et 68 autres ont disparu. Selon l'organisation, « cette situation fonde la compétence de la Cour pénale internationale saisie de la situation en Côte d'Ivoire et doit mener le Procureur à ouvrir dans les plus brefs délais une enquête en vue de poursuivre les auteurs de ces crimes »[37].
  - L'Unicef s’inquiète de la « situation d'urgence » humanitaire en Côte d'Ivoire estimant à environ 400 000 le nombre de déplacés et à 75 000 les réfugiés au Liberia. L'organisation a estimé ses besoins à 28 millions de dollars pour répondre à cette crise humanitaire dans les trois prochains mois et à 19 millions de dollars ses besoins pour le Liberia[38].
  - Des tirs à l'arme lourde ont été entendus en soirée dans ce secteur située à la lisière de la zone sud sous contrôle du président sortant Laurent Gbagbo. Des combats avaient eu lieu mi-décembre dans cette ville située en zone sud à une quarantaine de km au nord de Yamoussoukro, à la limite de l'ancienne zone tampon qui séparait les deux ex-belligérants depuis 2003.

- Samedi 12 mars 2011, Abidjan : Les forces pro-Gbagbo ont lancé une « grande offensive » sur le quartier d'Abobo, faisant au moins 8 morts. Selon le porte-parole du gouvernement d'Alassane Ouattara, le camp Gbagbo est « dans sa logique de tueries aveugles » car « ils sont acculés, le dos au mur. Il ne leur reste que le spectre de la guerre civile, de susciter la terreur [...]  A un kilomètre de distance, ils tirent des obus, à l'aveugle, qui tombent sur des maisons de civils. La majorité des tués sont des civils innocents, ce ne sont pas des affrontements militaires contre militaires »[39].

- Dimanche 13 mars 2011 :
  - Le président reconnu Alassane Ouattara, revenu d'Addis-Abeba est « rentré au Golf hôtel d'Abidjan », où il vit retranché sous blocus des forces pro-Gbagbo.
  - Les forces alliées à Alassane Ouattara ont pris une quatrième localité de l'ouest du pays aux forces fidèles à Laurent Gbagbo.

- Lundi 14 mars 2011 : Début des opérations de ratissage des forces d'Alassane Ouattara dans les quartiers nord d'Abidjan.

- Mardi 15 mars 2011 :
  - Le ministre des Affaires étrangères français Alain Juppé estime que les sanctions financières prises contre Laurent Gbagbo sont en train de porter leurs fruits : « Les sanctions financières, ça ne marche pas à quinze jours, ça marche à plusieurs mois. On voit bien aujourd'hui que Laurent Gbagbo est progressivement asphyxié [...] Nous ferons tout pour que la légalité l'emporte et que Ouattara, qui est le président légalement élu, exerce réellement le pouvoir et c'est ce qui est en train, petit à petit, je pense, de se passer en Côte d'Ivoire [...] Ce qui compte, c'est l'engagement des pays africains. On ne peut pas demander à la France et à l'Europe de s'occuper de tout et de s'ingérer. L'Union africaine a pris ses responsabilités et a dit: le seul président c'est Ouattara. Je pense qu'on va y arriver »[40].
  - Quatre personnes ont été tuées près d'un barrage du quartier résidentiel de Cocody tenu par de jeunes partisans pro-Gbagbo.
  - Le Haut commissariat de l'ONU pour les réfugiés commence à distribuer une aide d'urgence (tentes, moustiquaires, savon, couvertures, vivres et médicaments) à des milliers d'habitants de la capitale économique ivoirienne déplacés par les combats. Sur les quelque 300 000 personnes déplacées à Abidjan, le HCR a identifié 18 000 personnes en divers groupes répartis sur 24 endroits et 19 000 autres vivant avec des parents ou des amis.

- Mercredi 16 mars 2011 :
  - Dans la nuit de mardi à mercredi, 18 personnes, dont trois femmes et un bébé ont été blessées par une grenade lancée par des individus non identifiés à Attécoubé[41].
  - Des affrontements ont eu lieu dans la ville de Duékoué important carrefour stratégique dans l'ouest.
  - Plus de 90 000 personnes se sont réfugiées au Liberia depuis le début de la crise ivoirienne.
  - L'ONG Human Rights Watch estime que les forces pro-Gbagbo ont commis des exactions qui s'apparentent à des crimes contre l'humanité. Ces actes comprennent des viols, des exécutions et des cas d'immigrés brûlés vifs. HRW accuse de même les forces pro-Ouattara d'avoir aussi commis des exactions s'apparentant à des crimes de guerre[42].

- Jeudi 17 mars 2011 :
  - Affrontements : 25 à 30 personnes ont été tuées dans le quartier d'Abobo. Les violences post-électorales ont déjà fait 410 morts depuis mi-décembre.
  - Un convoi de ravitaillement de l'ONUCI est tombé dans une embuscade sur la route d'Adzopé par des hommes armés non identifiés, « obligeant l'escorte à riposter pour se frayer un chemin ».
  - La cour d'appel de Paris a confirmé le renvoi aux assises de quatre militaires français, dont un colonel, ainsi que le non-lieu dont a bénéficié le général Henri Poncet, à l'époque commandant de la force Licorne, pour le meurtre de Firmin Mahé mort étouffé dans un blindé français en 2005 en Côte d'Ivoire avec un sac poubelle en plastique. Ce dernier était considéré comme un « coupeur de route », un bandit semant la terreur dans la région de Man. Il avait été capturé le 13 mai 2005 après avoir été blessé à une jambe lors d'un accrochage avec des militaires français.

- Lundi 21 mars 2011 : Les Forces nouvelles (pro-Ouattara) ont pris une cinquième ville, Bloléquin (ouest) « après d'intenses combats »[43].

- Mardi 22 mars 2011 : Le bureau de coordination des affaires humanitaires de l'ONU (Ocha) a lancé un appel de fonds urgent pour la Côte d'Ivoire, estimant « inacceptable » d'avoir reçu si peu d'argent alors que la situation ne cesse de se détériorer. Seulement 7 millions de dollars ont été reçus sur les 32 millions demandés. Le Programme alimentaire mondial (PAM), indique n'avoir reçu aucun fonds, ce qui met en péril la distribution de vivres. Selon l'ONU, près de 500 000 personnes ont fui leur habitation depuis le début de la crise, dont quelque 94 000 sont réfugiés au Liberia[44].

- Mercredi 23 mars 2011, Bouaké : Manifestation de plusieurs centaines de partisans pro-Ouattara pour protester contre la « passivité » de l'ONU. Le camp Ouattara multiplie depuis quelques jours les critiques envers l'ONUCI, exhortant la mission onusienne à « passer à l'action » et à « user de la force légitime » pour protéger les populations civiles prises dans les violences[45].

- Jeudi 24 mars 2011 :
  - L'ONUCI annonce que les violences post-électorales ont fait 52 morts durant la semaine écoulée, portant le bilan à 462 tués depuis fin 2010[46].
  - La Cédéao souhaite un renforcement du mandat de la mission de l'ONU en Côte d'Ivoire afin notamment de « faciliter un transfert immédiat » du pouvoir à Alassane Ouattara. Elle souhaite également que l'ONU adopte des sanctions « plus contraignantes » contre Gbagbo[47].

- Vendredi 25 mars 2011 :
  - Le Conseil des droits de l'Homme de l'ONU a décidé de créer une commission d'enquête internationale indépendante sur les violations qui auraient été commises depuis la présidentielle de fin novembre 2010[48].
  - Le Conseil de sécurité de l'ONU adopte un projet de résolution de sanctions contre le président sortant de Côte d'Ivoire Laurent Gbagbo et quatre personnes de son entourage, pour « obstruction à la paix et au processus de réconciliation », pour « rejet des résultats de l'élection présidentielle »[49].

- Samedi 26 mars 2011 : La moitié nord du pays, sous contrôle des forces pro-Ouattara, est touchée par d'importantes coupures d'eau et d'électricité depuis 3 jours[50].

- Dimanche 27 mars 2011 : 
  - L'ex-ministre cap-verdien des Affaires étrangères José Brito est nommé haut représentant en Côte d'Ivoire de l'Union africaine pour organiser les négociations entre les deux parties ivoiriennes. Alassane Ouattara dénonce les relations personnelles de ce dernier avec Laurent Gbagbo[51].
  - Démonstration de force des partisans de Laurent Gbagbo[52].

- Lundi 28 mars 2011 : 
  - En 72 heures, près de deux mille personnes, dont la moitié d'enfants se sont réfugiées dans le sud du Mali en passant par la région de Sikasso vers Kadiolo pour fuir les violences en Côte d’Ivoire[53].
  - Les forces pro-Ouattara ont attaqué Duékoué carrefour stratégique de l'Ouest tenu par les forces pro-Gbagbo[54].

- Mardi 29 mars 2011 :
  - Les forces Pro-Ouattara progressent et ont pris le contrôle de plusieurs villes : Agnibilékrou, Bondoukou (est), Abengourou (nord-est), Duékoué (ouest) et Daloa (centre-ouest)[55],[56].
  - Des violences intercommunautaires ont fait dernièrement (29 mars) au moins 800 personnes à Duékoué[57].

- Mercredi 30 mars 2011 :
  - Les forces Pro-Ouattara progressent et ont pris le contrôle de plusieurs villes : Soubré (centre-ouest) au cœur de la principale zone de production de cacao, le port de San-Pédro (sud-ouest), Gagnoa (centre-ouest), Tiébissou et Yamassoukro la capitale politique[58].
  - Le général Philippe Mangou (59 ans), nommé par Laurent Gbagbo à la tête de l'armée ivoirienne le 13 novembre 2004, s'est réfugié à l'ambassade sud-africaine.

- Jeudi 31 mars 2011 :
  - Les forces Pro-Ouattara progressent et ont pris le contrôle de Aboisso et de N'Zianouan[59],[60] et sont entrées dans la banlieue d'Abidjan, ont pris l'immeuble de la télévision d’État et cherchent à prendre le palais et la résidence présidentielle[61].
  - Les détenus de la Maison d'arrêt et de correction d'Abidjan ont tous disparu[62].

### Avril 2011
- Vendredi 1er avril 2011 [63]:
  - Abidjan : Les forces pro-Ouattara ont attaqué la résidence de Laurent Gbagbo et se sont emparés des locaux de la radio-télévision d’État, la RTI[64]. Une employée suédoise de l'ONU est tuée[65]. La force Licorne française a été renforcée de 150 soldats ce qui la porte à 1 100[66]. Des combats ont eu lieu toute la journée et Laurent Gbagbo est encerclé. Les forces de l'ONUCI ont participé aux affrontements contre les forces pro-Gbagbo. Seuls la garde républicaine, une petite partie de la gendarmerie (Cecos) et les jeunes patriotes (milices) sont restés fidèles à Gbagbo[67]. De nombreux étrangers sont pris dans la tourmente et commencent à être regroupés à l'aéroport international[68].
  - Le Haut commissariat de l'ONU aux droits de l'homme fait « état de graves violations des droits de l'homme commises par les Forces républicaines de Côte d'Ivoire, les forces pro-Ouattarra [...] en particulier dans les régions de Guiglo, Daloa à l'ouest » évoquant des « pillages, des extorsions de fonds, des enlèvements, des arrestations arbitraires et des mauvais traitements de civils »[69].

- Samedi 2 avril 2011 :
  - Le gouvernement pro-Ouattara révèle la découverte de « nombreux charniers » dans l’Ouest du pays[70].
  - La gendarmerie française annonce que 160 gendarmes sont actuellement en appui des opérations de sécurisation à Abidjan[71].

- Dimanche 3 avril 2011 [72],[73]:
  - Selon l'ONG Caritas, « un millier de personnes ont été tuées ou sont portées disparues » dans la ville de Duékoué, lors de combats entre dimanche et mardi entre les forces pro-Ouattara et les forces pro-Gbagbo, alors que le Comité international de la Croix-Rouge (CICR) et la Fédération internationale des ligues des droits de l'Homme (FIDH) parlent d'au moins 800 personnes tuées mardi[74],[75].
  - Abidjan : 1 653 ressortissants étrangers, dont environ la moitié de Français, ont trouvé refuge dans le camp militaire français de Port-Bouët[76]. Les soldats français de l'opération Licorne ont pris le contrôle de l'aéroport international d'Abidjan en coordination avec l'ONUCI. Cette opération vise à permettre à court terme la reprise des vols commerciaux et le départ éventuel des étrangers.

- Lundi 4 avril 2011 :
  - Les troupes de l'ONUCI ont commencé à engager des actions armées à Abidjan visant à neutraliser les armes lourdes utilisées par le camp  Gbagbo contre les populations civiles[77]. Des hélicoptères français ont détruit de « nombreux véhicules blindés et des armes lourdes »[78],[79].
  - Quatre étrangers (deux Français, un Malaisien et un Béninois) sont enlevés lors d'une attaque contre le Novotel. On ne peut affirmer avec certitude qui a commandité cet enlèvement.  Le ministère français des Affaires étrangères évalue à 12 200 le nombre de Français actuellement en Côte d'Ivoire, dont 11 800 à Abidjan[80].
  - 150 soldats français supplémentaire sont arrivés en renfort de la force Licorne portant l'effectif à 1 650 soldats[81].
  - Manifestation à Paris de quelques dizaines de partisans de Laurent Gbagbo contre l'intervention de soldats français à  Abidjan. Une quarantaine de personnes ont été interpellées sur les Champs-Élysées à la suite d'échauffourées[82].

- Mardi 5 avril 2011 [83]:
  - Affrontements : Combats acharnés autour du palais présidentiel avec mitrailleuses, armes lourdes et  hélicoptères de l'ONUCI et de l'armée française[84]. Des dizaines de morts ont eu lieu lors des combats[85]. Selon l'ONU, la situation humanitaire est devenue « absolument dramatique » pour les civils pris dans les combats[86].
  - Le ministre des Affaires étrangères du gouvernement Gbagbo, Alcide Djédjé, s'est réfugié à l'ambassade de France[87].
  - Duékoué : Les enquêteurs de l'ONU ont découvert près de 200 corps dans une fosse commune et ont repéré d'autres fosses[88].
  - Le ministre français des Affaires étrangères Alain Juppé affirme que la France ne veut pas « s'inscruter » militairement en Côte d'Ivoire après la chute de Laurent Gbagbo et appelle à une modification du mandat des Casques bleus et leur redéploiement à l'ouest[89].

- Mercredi 6 avril 2011 :
  - Affrontements[90] : Les forces pro-Ouattara ont lancé l'assaut contre la résidence de Laurent Gbagbo et le palais présidentiel à la suite de l'échec des discussions sur sa reddition[91], mais se sont repliées au bout de quelques heures face à la résistance acharnée des forces pro-Gbagbo[92].
  - L'Union européenne se dit prête à aider à la reconstruction de l'économie et des institutions de la Côte d'Ivoire, qui traverse la plus grave crise économique et sociale de son histoire, « dès que la situation politique sera stabilisée »[93].

- Jeudi 7 avril 2011 :
  - Affrontements : La résidence de France a été attaquée par des éléments pro-Gbagbo alors que la force Licorne apporte sa contribution à l'exfiltration de diplomates étrangers[94],[95]. 1 091 étrangers ont quitté Abidjan depuis dimanche[96].
  - Des précisions sur les massacres à Duékoué où seraient mortes plus de 800 personnes[97].
  - La Russie estime que les troupes françaises « se sont ingérées dans un conflit intérieur en soutenant l'une des parties » et ne respecte pas « le mandat fixé dans les résolutions du Conseil de sécurité »[98].

- Vendredi 8 avril 2011 [99]:
  - La ville d'Abidjan est sans eau courante depuis quatre jours[100].
  - L'Union européenne s'apprête « à lever immédiatement les mesures restrictives prises à l'encontre de » des grands ports d'Abidjan et San-Pédro, ainsi que contre plusieurs entreprises et organisations liées au secteur du cacao, à la demande du président Alassane Ouattara[101].

- Samedi 9 avril 2011 : Réouverture des ports d'Abidjan et de San-Pédro[102]. Les forces pro-Gbagbo munies d'armes lourdes sont toujours présentes dans la bataille d'Abidjan[103] et attaquent le QG d'Alassane Ouattara, les Casques bleus ripostent[104].

- Dimanche 8 avril 2011 : Des hélicoptères de l'ONUCI et de la force française Licorne ont tiré sur des blindés dans l'enceinte du palais présidentiel et dans les environs de la résidence de Laurent Gbagbo qui « appelle à la résistance contre les bombardements et les agissements de l'armée française » alors qu'Alassane Ouattara appelle à « éliminer sans délai les armes lourdes, neutraliser les miliciens à la solde de Gbagbo qui constituent une force d'occupation illégale, et remettre à la justice le candidat battu » [105].

- Lundi 11 avril 2011 :
  - Des missiles sont tirés par l'ONUCI et la force française Licorne contre les forces et positions pro-Gbagbo « pour neutraliser les armes lourdes »[106],[107].
  - Le président sortant Laurent Gbagbo est arrêté dans la résidence présidentielle lors d'une opération militaire des forces spéciales et remis aux forces du président reconnu Alassane Ouattara [108],[109],[110]. Avec lui, sont arrêtés quelque 120 personnes, dont 30 membres de sa famille et des employés de maison.
  - Le président Alassane Ouattara dans une allocution télévisée annonce une « nouvelle ère d'espérance » et une « procédure judiciaire contre Laurent Gbagbo, son épouse » et ses collaborateurs. Il demande aux Ivoiriens de « s'abstenir de tout acte de représailles ou de violences » et annonce la création d'une « commission vérité et réconciliation »[111],[112],[113].
  - Le premier bilan des pertes humaines se monte à au moins 800 à Abidjan et dans tout le pays depuis décembre 2010, « mais le chiffre réel est probablement beaucoup plus élevé »[114].

- Mardi 12 avril 2011 :
  - Nombreux coups de feu, tirs à l'arme lourde et pillages dans les quartiers d'Abidjan[115]. L'ex-président Gbagbo est transféré dans un lieu secret en dehors d'Abidjan[116],[117]. L'ex-ministre de l'intérieur Désiré Tagro est décédé après avoir été violemment agressé lors de son arrestation[118].
  - Selon le Haut commissariat de l'ONU aux droits de l'homme le bilan des massacres dans l'ouest serait de 536 morts depuis fin mars[119] une commission d'enquête est nommée et chargée d'enquêter sur les violations qui auraient été commises depuis le scrutin présidentiel de fin novembre 2010[120].
  - l'Union européenne débloque 180 million d'euros en urgence et efface la dette ivoirienne vis-à-vis de la Banque européenne de développement (BEI)[121].

- Mercredi 13 avril 2011 :
  - Le président Alassane Ouattara annonce qu'il allait demander à la Cour pénale internationale « d'engager des investigations » sur les massacres survenus dans l'Ouest du pays, alors que ses partisans sont accusés d'être responsables de certaines tueries, survenues notamment fin mars à l'occasion de l'offensive victorieuse de ses combattants lancée à partir de cette région[122].
  - L'ambassadeur de la Côte d'Ivoire à Paris a assuré à la famille du journaliste franco-canadien Guy-André Kieffer, disparu en Côte d'Ivoire en avril 2004, que "toute la lumière" serait faite dans ce dossier[123].

- Jeudi 14 avril 2011 : Douze ONG demandent un soutien financier international d'urgence « pour répondre à l'augmentation des besoins humanitaires sur le terrain, à la fois en Côte d'Ivoire et au Liberia, qui se poursuivra dans les mois à venir ». Le conflit en Côte d'Ivoire a provoqué le déplacement de plus d'un million de personnes dans le pays et forcées près de 135 000 autres à se réfugier au Liberia[124].

- Vendredi 15 avril 2011 : L'UNICEF a envoyé 3 avions avec 60 tonnes d'aides médicale, nutritionnelle, de matériel d'éducation et d'assainissement [125].

- Samedi 16 avril 2011 :
  - Le président du Front populaire ivoirien, l'ancien premier ministre Pascal Affi N'Guessan, a exhorté les partisans de Laurent Gbagbo à déposer les armes.  Ce dernier est assigné à résidence dans le nord du pays.
  - Manifestation de 2 200 personnes en soutien au président Alassane Ouattara, au Trocadéro (Paris)

- Dimanche 17 avril 2011 :
  - Le ministre de la Justice, Jeannot Ahoussou-Kouadio, annonce l'ouverture d'enquêtes contre les « membres du gouvernement » de l'ancien régime de Laurent Gbagbo « susceptibles » d'avoir commis des « crimes de sang », « des achats d'armes » et des « détournements d'argent ». Une enquête devrait aussi concerner des journalistes de la Radio-télévision ivoirienne transformé depuis l'an 2000 en un puissant instrument de propagande du pouvoir en place[126].
  - La Fédération estudiantine et scolaire de Côte d'Ivoire, anciennement proche du Laurent Gbagbo, appelle ses membres à déposer les armes et participer à « la réconciliation et la reconstruction » voulue par le président Alassane Ouattara[127].
  - Manifestation à Paris de quelque 1 500 partisans de Laurent Gbagbo[128].

- Lundi 18 avril 2011 : Le détachement militaire français « Licorne » a remis le contrôle de l'aéroport international d'Abidjan à l'armée ivoirienne[129].

- Mardi 19 avril 2011 :
  - La milice des « commandos invisibles » qui luttait depuis des semaines contre les forces pro-Gbagbo a fait allégeance au président Alassane Ouattara. Ses forces sont estimées à 5 000 combattants[130].
  - Le gouvernement a fait raser à coup de bulldozer le bâtiment la « Sorbonne » un lieu symbolique de l'ancien pouvoir, où officiaient les « idéologues patriotes », mais était aussi un « temple du piratage » et un « lieu de prostitution »[131].

- Mercredi 20 avril 2011 : Violents affrontements à l'arme lourde dans le quartier de Yopougon entre les Forces républicaines et des miliciens libériens pro-Gbagbo[132].

- Jeudi 21 avril 2011 : Les Forces républicaines (FRCI) sont intervenus, dans les quartiers de Yopougon et d'Abobo, contre les deux belligérants de la veille : les Forces républicaines et des miliciens libériens pro-Gbagboo[133].

- Vendredi 22 avril 2011 :
  - La France envoie 25 tonnes de médicaments et de matériel médical pour les trois hôpitaux d'Abidjan[134].
  - Le président Alassane Ouattara appelle l'ex-putschiste de 1999 et 2002, Ibrahim Coulibaly, dit "IB", chef du « commando invisible », à désarmer ses hommes, sous peine d'y être contraint par la force. Il est perçu comme une menace par le nouveau pouvoir alors qu'il a contribué à la chute de Laurent Gbagbo.

- Mercredi 27 avril 2011 :
  - Plusieurs centaines de soldats des forces républicaines du président Alassane Ouattara ont lancé une importante opération contre le fief de l'ex-putschiste Ibrahim Coulibaly, chef du « commando invisible ». Plusieurs dizaines de pick-up lourdement armés de mitrailleuses lourdes et de lance-roquettes participent à cette opération[135]. L'ex-putschiste Ibrahim Coulibaly, dit "IB", chef du « commando invisible » a été tué dans la soirée. Le bilan de l'opération est de 7 morts et plusieurs blessés. Les FRCI avaient durant la journée progressé dans son fief sans rencontrer de réelle résistance. Ibrahim Coulibaly avait demandé un délai de 7 à 10 jours pour désarmer ses troupes ce qu'avait refusé le premier ministre Guillaume Soro[136].
  - Le président Alassane Ouattara annonce la prochaine création d'une « commission Vérité et Réconciliation » « à l’image de ce qui a été fait en Afrique du Sud » et la  nomination d’un gouvernement d’union nationale, avant fin mai. Le président indique aussi que l'enquête sur les deux Français enlevés le 4 avril se poursuit activement[137]. La piste principale dans l'enlèvement semble être celle de l'implication de « miliciens et d'éléments de la Garde républicaine » du président déchu Laurent Gbagbo.

### Mai 2011
- Dimanche 1er mai 2011 :
  - Le président Alassane Ouattara annonce la nomination de l'ancien premier ministre Charles Konan Banny (69 ans) nommé président de la « Commission pour le dialogue, la vérité et la réconciliation » en Côte d'Ivoire[138].
  - Le ministre de la Justice Jeannot Kouadio-Ahoussou assure que la piste principale dans  les rapts de quatre étrangers, dont deux Français, le 4 avril à Abidjan, est celle de l'implication de « miliciens et d'éléments de la Garde républicaine » de l'ex-président Laurent Gbagbo[139].

- Lundi 2 mai 2011 : Des affrontements ont eu lieu dans le quartier de Yopougon, entre les forces du président Alassane Ouattara et des miliciens pro-Gbagbo[140].

- Mardi 3 mai 2011 : Le président Alassane Ouattara demande à la Cour pénale internationale de mèner « en Côte d'Ivoire des enquêtes indépendantes et impartiales sur les crimes les plus graves commis depuis le 28 novembre 2010 sur l'ensemble du territoire ivoirien » et « que les personnes portant la responsabilité pénale la plus lourde pour ces crimes soient identifiées, poursuivies et traduites devant la Cour pénale internationale » car « la justice ivoirienne n'est, à ce jour, pas la mieux placée pour connaître des crimes les plus graves commis au cours des derniers mois »[141].

- Mercredi 4 mai 2011 : Les forces du président Alassane Ouattara contrôlent désormais le quartier de Yopougon qui était le dernier bastion des miliciens pro-Gbagbo (pour l'essentiel des mercenaires libériens). Le premier ministre Guillaume Soro s'est rendu sur les lieux. Des journalistes accompagnant une équipe de la Croix-Rouge ivoirienne ont constaté que des dizaines de cadavres (au moins 60), criblés de balles ou calcinés et réduits à l'état de squelette, jonchaient les rues du quartier[142].

- Jeudi 5 mai 2011 :
  - La Suisse a ouvert une enquête pour blanchiment d'argent à la suite d'une plainte déposée par le gouvernement du président Alassane Ouattara contre l'ancien président Laurent Gbagbo, sa femme et plusieurs de ses proches, en vue de récupérer 70 millions de francs suisses d'avoirs ivoiriens bloqués par la Suisse depuis le 19 janvier[143].

- Vendredi 6 mai 2011 : Les avocats français de Laurent Gbagbo, Jacques Vergès et Marcel Ceccaldi, se sont vu refuser l'entrée dans le pays à leur arrivée à l'aéroport d'Abidjan et ont dû reprendre l'avion de retour pour Paris[144].

- Dimanche 8 mai 2011 : un charnier contenant 29 corps de personnes disparues a été mis au jour dans le quartier de Yopougon à Abidjan[145].

- Lundi 9 mai 2011 : 68 corps ont été repérés dans plusieurs fosses communes creusées dans un terrain de football à Abidjan. Les victimes ont été tuées le 12 avril au lendemain de l'arrestation de Laurent Gbagbo [146]. Au total 120 personnes ont été tués les 5 et 6 mai par des miliciens pro-Gbagbo lors de leur fuite après leur défaite du 4 mai dans les villes d'Irobo, Grand-Lahou, Fresco et dans la région de Sassandra, le long de littoral à l'ouest d'Abidjan[147].

- Dimanche 15 mai 2011 : Selon le nouveau gouvernement, les miliciens et mercenaires pro-Gabgbo chassés d'Abidjan le 4 mai ont tué quelque 220 civils dans le sud-ouest et ont commis des atrocités dans leur fuite[148].

### Août 2011
- Vendredi 5 août 2011 :

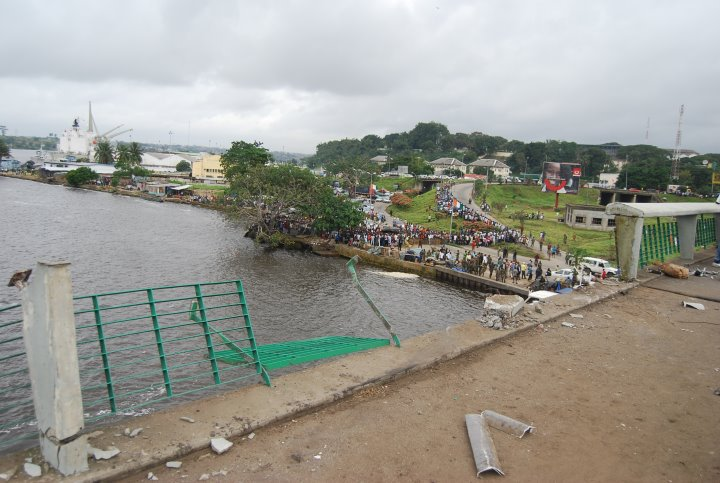
Accident du 5 août

  - Abidjan : Tôt le matin, le bus 19 de la Société de transport abidjanaise (SOTRA) est tombé dans la Lagune Ébrié après avoir percuté une voiture sur le pont Félix-Houphouët-Boigny. L'accident a fait 54 morts et plusieurs personnes portées disparues. Le président Alassane Ouattara, qui s'est rendu sur les lieux, a décrété trois jours de deuil national.